# Kłoć
Kłoć (Cladium P.Browne) – rodzaj roślin należący do rodziny ciborowatych. Współcześnie wyróżnia się w obrębie rodzaju zwykle trzy gatunki. Jeden z nich występuje w Europie (także w Polsce) – kłoć wiechowata (Cladium mariscus). Ten i pozostali przedstawiciele występują poza tym na wszystkich kontynentach z wyjątkiem Antarktydy.

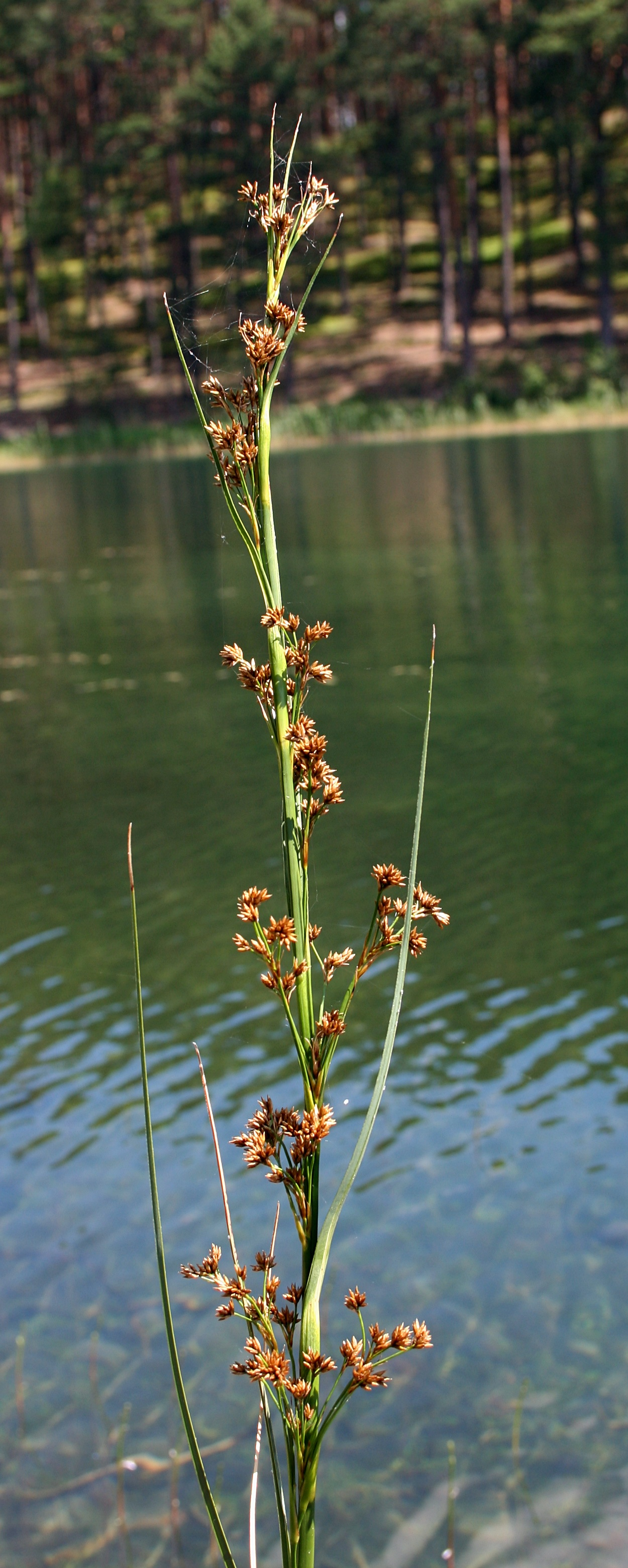
Kłoć wiechowata

## Systematyka
Dawniej rodzaj obejmował więcej gatunków, oddzielonych w odrębny rodzaj Machaerina Vahl. po analizach taksonomicznych z lat 80. i 90. XX wieku.
Pozycja systematyczna według Angiosperm Phylogeny Website (aktualizowany system APG IV z 2016)
Rodzaj należy do rodziny ciborowatych (Cyperaceae) z rzędu wiechlinowców (Poales) stanowiącego jeden z kladów jednoliściennych (monocots). W obrębie rodziny należy do plemienia Schoeneae w obrębie podrodziny Cyperoideae.
Pozycja w systemie Reveala (1994–1999)
Gromada okrytonasienne (Magnoliophyta Cronquist), podgromada Magnoliophytina Frohne & U. Jensen ex Reveal, klasa jednoliścienne (Liliopsida Batsch), podklasa komelinowe (Commelinidae Takht.), nadrząd  Juncanae Takht., rząd ciborowce (Cyperales Hutch.), rodzina ciborowate (Cyperaceae Juss.), podrodzina Cladioideae Lindl. ex Pfeiff., plemię Cladieae Nees ex Fenzl in Endl., rodzaj kłoć (Cladium P. Browne).
Wykaz gatunków
- Cladium costatum Steyerm.
- Cladium mariscoides (Muhl.) Torr.
- Cladium mariscus (L.) Pohl – kłoć wiechowata